# Monda albata
Monda albata är en fjärilsart som beskrevs av Embrik Strand 1912. Monda albata ingår i släktet Monda och familjen säckspinnare. Inga underarter finns listade i Catalogue of Life.